# 次超级计算机
次超级计算机，中国大陆称作“小巨型计算机”，是一种短暂存在的计算机的级别，出现于20世纪80年代中期，特点是结合了并行向量处理和小规模的多元处理。由于使用并行向量处理的科学计算越来越流行，对于在非公司层面而是在部门级别使用的低成本系统的需求为新的计算机厂商创造了进入市场的机会。通常这种稍小型的计算机的价格仅为超级计算机的十分之一。
次超级计算机有着几个显著的在技术、经济和政治方面的特点。首先，它在硬件方面比之前的大型机和小型机更加多样化，而在软件方面则反之。其次，超大规模集成电路的发展使得它相对便宜。这种计算机的市场目标是成本效益和快速制造。再次，值得注意的是这些厂家并不制造次超级计算机：在美国的IBM和传统大型机厂家；美国之外的日本超级计算机厂家和俄罗斯（ 尝试制造小型机）。
1990年代出现了携带高性能浮点运算器的微处理器（例如MIPS R8000和IBM POWER 2），配備这种微处理器的廉价的專業級工作站侵蚀了对次超级计算机的需求。
行业期刊《Datamation》提出了术语“crayette”，意味着指令集兼容于克雷公司。

## 著名的次超级计算机公司（按字母排序）（大多已不存在）
- Ametek
- Alliant Computer Systems （创建于1982年，当时名为 Dataflow Systems； 于1992年破产）
- American Supercomputer （由 Mike Flynn（英语：Michael J. Flynn） 创建；第二轮融资失败）
- Astronautics（英语：Astronautics Corporation of America） （由 Jim Smith, U. Wisc 创建）
- BBN科技（于2009年被 Raytheon 收购）
- Convex Computer (创建于1982年，当时名为 Parsec； 1995年被 惠普 收购）
- Culler Harris (CHI)
- Culler Scientific
- Cydrome （创建于1984年，关闭于1988年）
- 迪吉多（DEC）（VAX 9000）（2002年被惠普收购）
- Elxsi（英语：Elxsi） Corporation（创建于1979年，已被Tata收购）
- Encore Computer（创建于1983年，2002年被Compro Computer Services收购）
- Evans & Sutherland
- Flexible Computer
- Floating Point Systems (创建于1970年，1991年被克雷公司收购）
- Guiltech/SAXPY
- HAL Computer Systems （关闭于2001年）
- ICL (DAP) （2002年被富士通收购）
- Kendall Square Research （关闭于1994年）
- Key Laboratories
- MasPar （于1996年终止运作）
- Meiko Scientific （于1991年终止运作）
- Multiflow Computer （创建于1984年，于1990年停止运作）
- Myrias
- nCUBE （2005年被C-COR收购）
- Prisma
- Parsytec
- Pyramid Technology （1995年被西门子收购）
- Scientific Computer Systems （创建于1983年，1989年转向高速网络开发，现已关闭）
- Sequent （1999年被IBM收购）
- Solbourne （2008年被Deloitte收购）
- SUPRENUM （1985年开始研发，1990年取消）
- Supertek Computers （创建于1985年，1990年被克雷公司收购）
- Thinking Machines Corporation （1994年被SUN收购）